# Шпара Ігор Петрович
І́гор Петро́вич Шпа́ра (30 травня 1936, Харків — 26 вересня 2016, Київ) — український архітектор і громадський діяч. Народний архітектор України (1998). Голова Національної спілки архітекторів України, дійсний член (академік) Національної академії мистецтв України (2001), іноземний член Російської академії архітектури і будівельних робіт. Професор Національної академії образотворчого мистецтва і архітектури (1993). Двічі лауреат Державної премії України в галузі архітектури (1995 та 2001), голова Комітету з Державної премії України в галузі архітектури.

## Біографія
Ігор Шпара народився 30 травня 1936 року у м. Харків. У 1960 році закінчив Київський художній інститут, де вчився у академіка В. Г. Заболотного та професора Н. Б. Чмутіної.
З 1960 по 1990 рік працював архітектором проектного інституту «Київпроект».
З 1993 року — керівник ПП «Архітектурна майстерня „І. Шпара“».
1972 року почав викладати у Київському державному художньому інституті (нині Національна академія образотворчого мистецтва і архітектури). З 1993 — професор, з 1998 — керівник навчально-творчої майстерні архітектурного проектування.
З 1990 року — президент Національної спілки архітекторів України
У травні 2002 року очолив Державний комітет з присудження премій в галузі архітектури. Є членом архітектурно-містобудівельної ради Держбуду України, членом містобудівельної ради Головкиївархітектури.

## Творчість
Ігор Петрович Шпара є автором близько 80 житлових та громадських будівель, проектів забудови історичних зон Києва. Два його проекти — комплекс будівель Інституту міжнародних відносин та будівля головного офісу «Укрексімбанку» — відзначені Державними преміями України в галузі архітектури.

### Реалізовані проекти
1. Реконструкція Либідської площі
2. Реконструкція кварталів Подолу в районі вулиць Оленівської та Введенської
3. Житловий комплекс між вулицями Антоновича та Казимира Малевича (1983—1986 рр.; у співавт.)
4. Комплекс Гідропарку (1965—1968 рр.; у співавт.)
5. Забудова житлового масиву Микільська Борщагівка (1970—1989 рр.; у співавт.)
6. Забудова житлового масиву Лівобережний (1974—1980 рр.; у співавт.)
7. Забудова житлового масиву Харківське шосе (зараз — Харківський масив) (1981—1987 рр.; у співавт.)
8. Комплекс Вищої партійної школи (зараз — Інститут міжнародних відносин) по вул. Юрія Іллєнка, 36/1 (1986—1989 рр.; у співавт.)
9. Будинок гуртожитку Вищої партійної школи (зараз — Інститут міжнародних відносин) по вул. Герцена, 17/27 (1989 р.)
10. Будівля «Укрексімбанку» по вул. Горького, 127—129 (1996 р.; у співавт.)
11. Житловий комплекс Ради Міністрів УРСР по вул. Михайла Омеляновича-Павленка, 5 (1968—1985 рр.; у співавт.)
12. Церква Різдва Пресвятої Богородиці на проспекті Глушкова, 11 (1999)
13. Венеціанський міст (1966 р.; у співавт.)

## Нагороди
- Орден князя Ярослава Мудрого V ступеня (2006)
- Золота медаль Академії мистецтв України (2006)

## Галерея

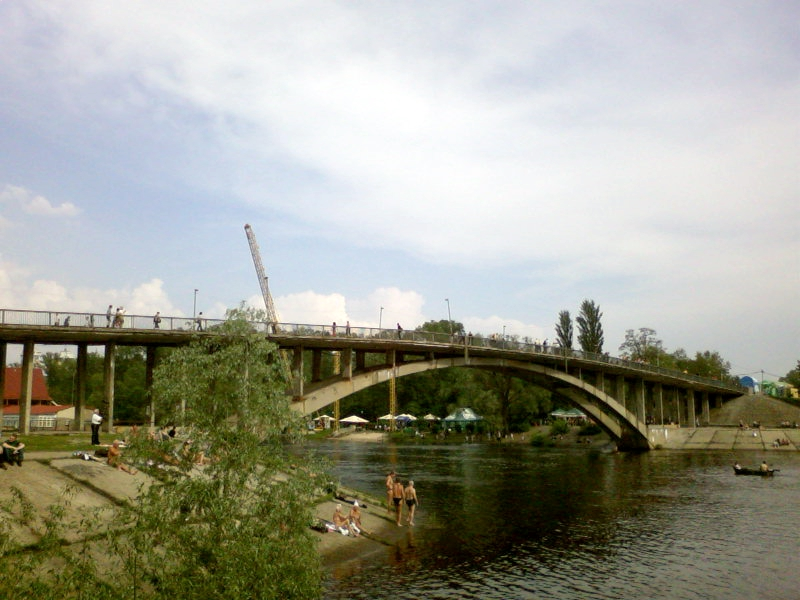
Венеційський міст
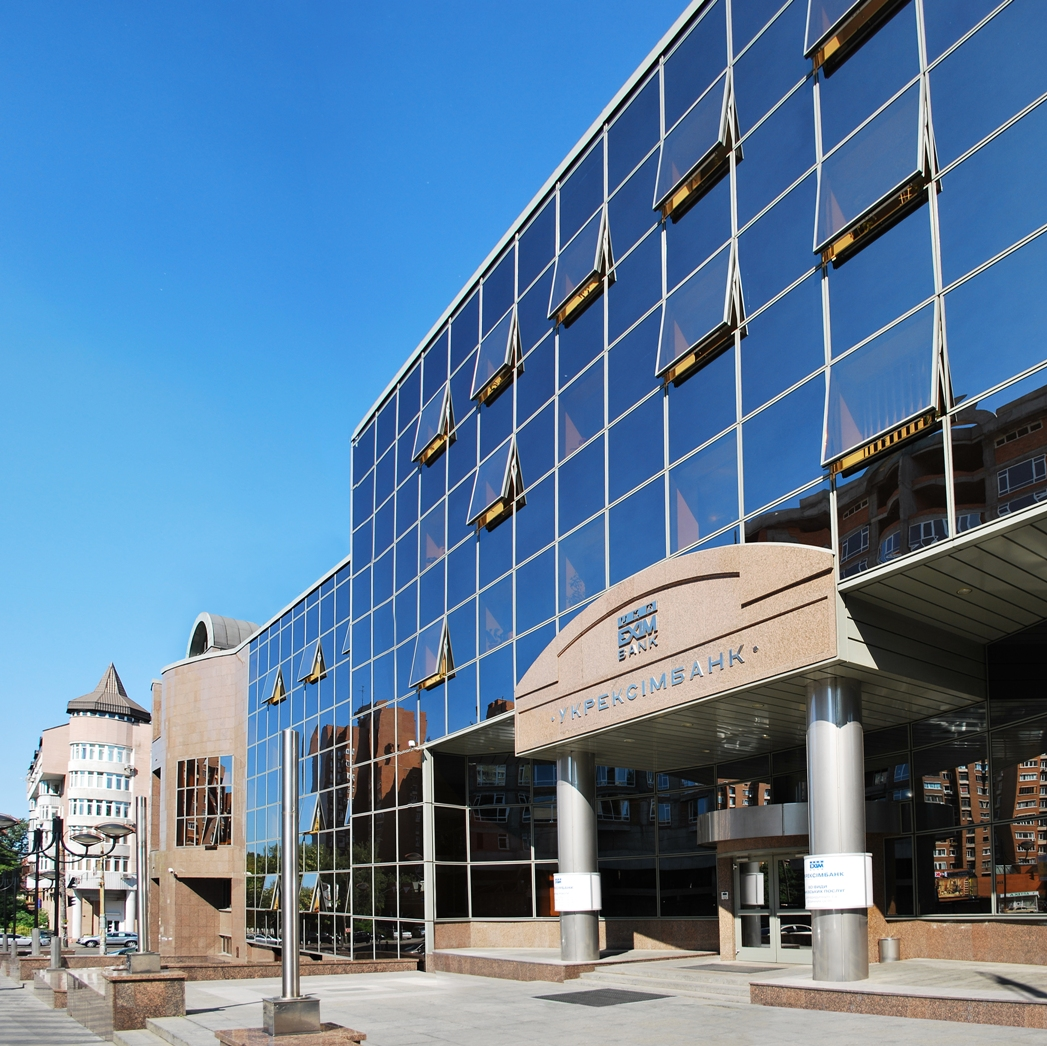
Будівля «Укрексімбанку»
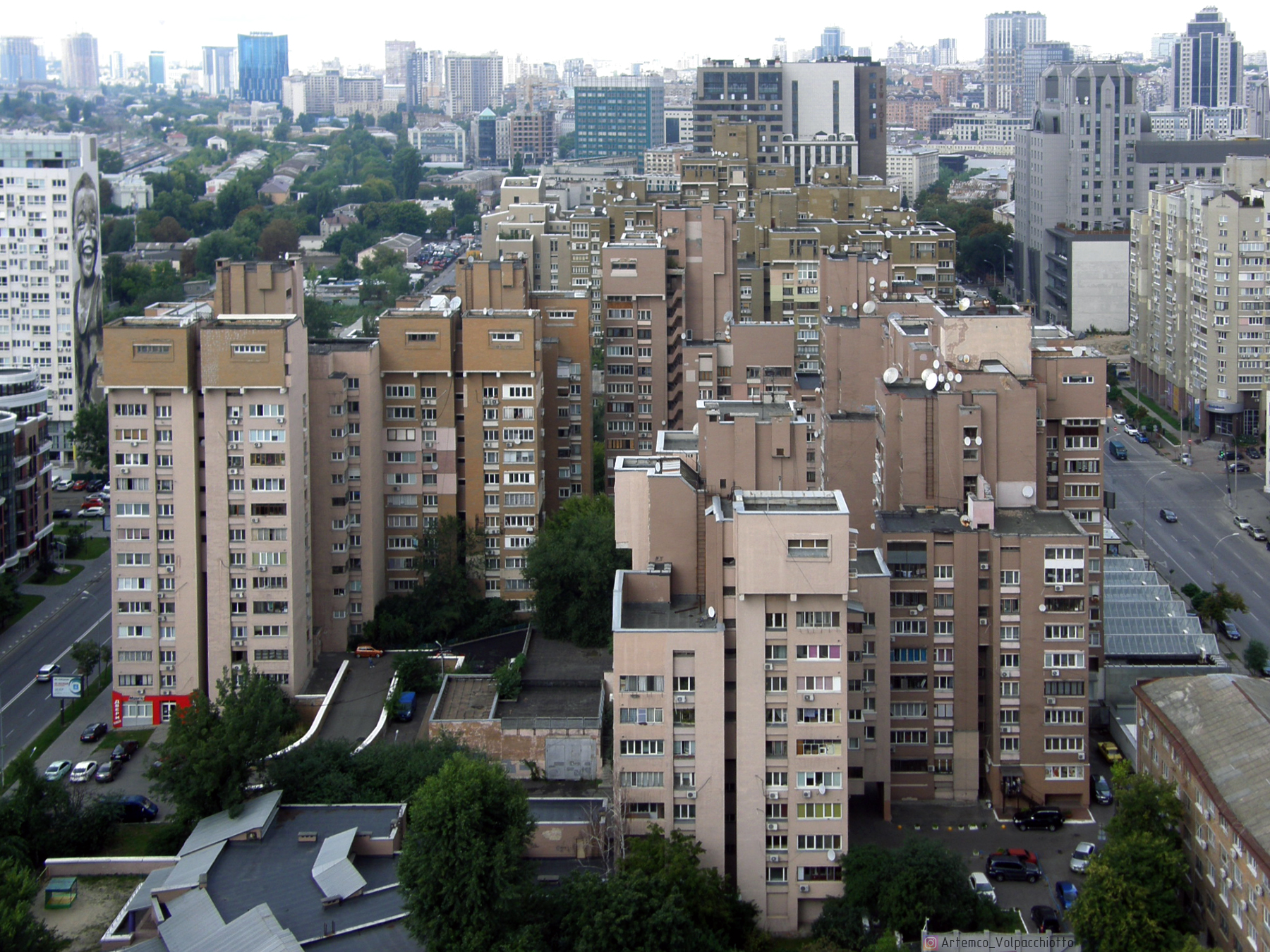
Вул. Антоновича, 102—112 (1979—1985, у співавторстві з І. Шаладським)